# Hans Kogler
Hans Kogler (Schliersee, 8 febbraio 1642 – Erding, 27 maggio 1702) è stato un architetto tedesco. Operante nella città di Erding, costruì numerose chiese barocche nell'attuale circondario tedesco.

## Biografia
Come suo padre Kaspar, Hans Kogler apparteneva a una famiglia di maestri muratori originari di Schliersee, che, dopo la Guerra dei trent'anni, dal 1649 al 1729 fornì maestri muratori alla città di Erding e rappresentò una scuola locale di architettura sacra tardo barocca che sembrava derivare dall'arte della corte di Monaco.
Dopo la sua morte, il figlio Anton assunse l'incarico fino alla sua morte, avvenuta nel 1729. La vedova di Anton sposò poi Johann Baptist Lethner (1700–1782), che, in qualità di successivo capomastro di Erding, costruì più di venti chiese. Mathias Rösler, originario di Vienna e sposato con un membro della famiglia, continuò la tradizione fino al 1808.

## Riconoscimenti
A Erding la strada Hans-Kogler-Weg porta il suo nome.